# Зак Лавін
Закарі Лавін (англ. Zachary LaVine, нар. 10 березня 1995, Рентон, Вашингтон, США) — американський професіональний баскетболіст, розігруючий захисник і атакувальний захисник команди НБА «Чикаго Буллз». Дворазовий переможець конкурсу слем-данків НБА.

## Ігрова кар'єра

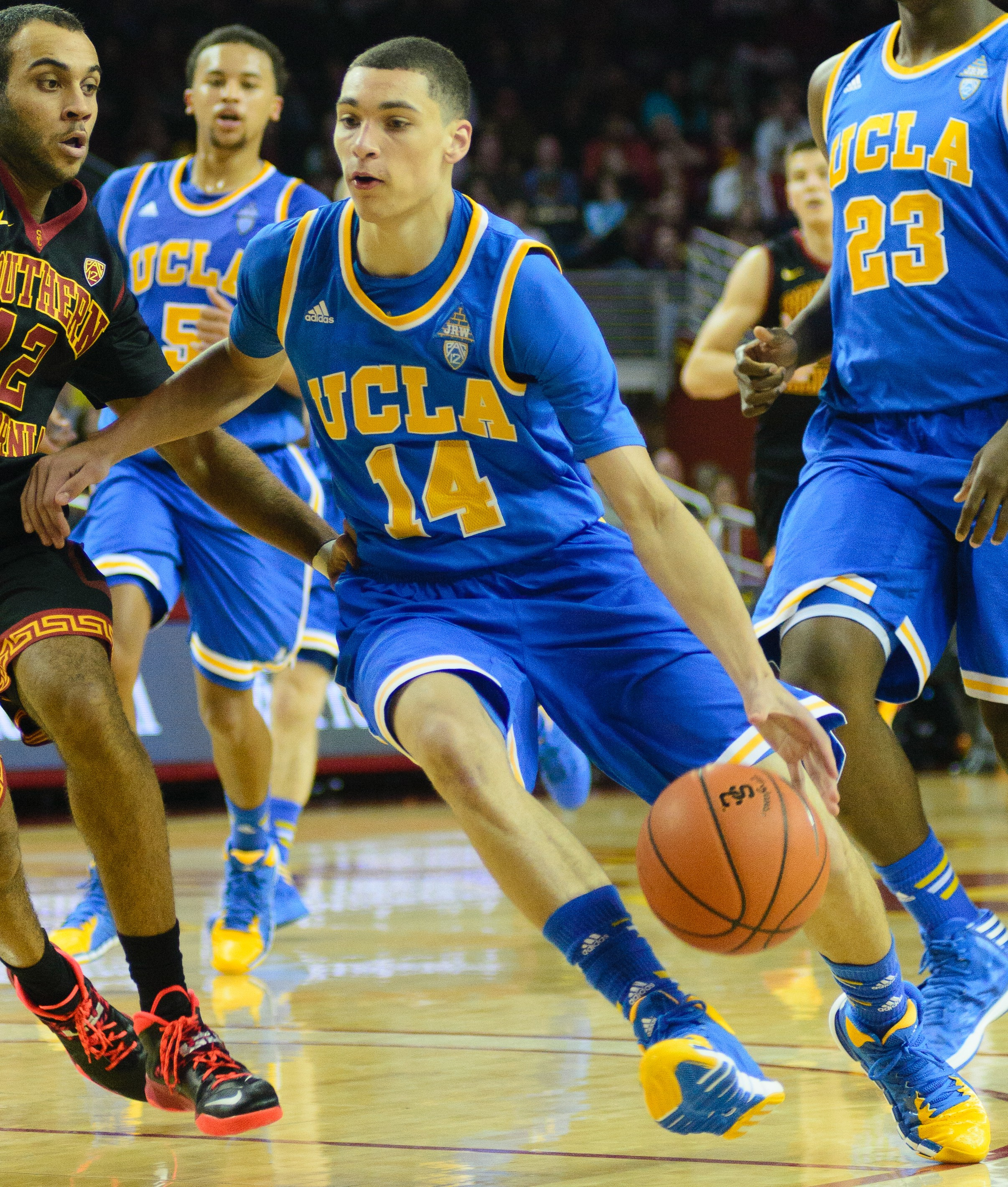
Лавін у студентські роки

На університетському рівні грав за команду УКЛА (2013–2014).
2014 року був обраний у першому раунді драфту НБА під загальним 13-м номером командою «Міннесота Тімбервулвз». Професійну кар'єру розпочав 2014 року виступами за тих же «Міннесота Тімбервулвз», захищав кольори команди з Міннесоти протягом наступних 3 сезонів. У першому ж сезоні виграв конкурс слем-данків НБА під час зіркового вікенду, ставши наймолодшим переможцем цих змагань з часів вісімнадцятирічного Кобі Браянта в 1997 році. Також взяв участь у матчі новачків. За підсумками сезону був включений до другої збірної новачків.
Наступного року став найціннішим гравцем матчу молодих зірок та вдруге поспіль виграв конкурс слем-данків під час зіркового вікенду.
23 грудня 2016 року оновив свій рекорд результативності, набравши 40 очок у матчі проти «Сакраменто». 4 лютого травмувався та вибув з гри до кінця сезону.
22 червня 2017 року став гравцем «Чикаго Буллз», куди разом з Крісом Данном та правами на Лаурі Маркканена був обміняний на Джиммі Батлера та правами на Джастіна Паттона. 5 листопада набрав 41 очко, включаючи переможний кидок у матчі проти «Нью-Йорк Нікс». 23 лютого в матчі проти «Бостона» набрав 42 очки. 1 березня в матчі проти «Атланта Гокс», який завершився з рахунком 168:161 на користь «Чикаго» та, який мав чотири овертайми, набрав 47 очок. Цей матч став третім найрезультативнішим в історії НБА. 
23 листопада 2019 року в матчі проти «Шарлотт» набрав 49 очок.
У сезоні 2020—21 вперше був запрошений для участі в Матчі всіх зірок НБА. 
Наступного року вдруге взяв участь у Матчі всіх зірок. Вперше в кар'єрі пробився з командою до плей-оф, для якої це була перша участь в постсезоні з 2017 року. Там в першому раунді «Буллз» поступилися діючим чемпіонам «Мілвокі Бакс».

## Виступи за збірну
2021 року взяв участь у Олімпіаді в Токіо. Там у складі команди здобув золоті нагороди.

## Статистика виступів

### Регулярний сезон
| Сезон               | Команда                 | GP  | GS  | MPG  | FG%  | 3P%  | FT%  | RPG | APG | SPG | BPG | PPG  |
| ------------------- | ----------------------- | --- | --- | ---- | ---- | ---- | ---- | --- | --- | --- | --- | ---- |
| 2014–15             | «Міннесота Тімбервулвз» | 77  | 40  | 24.7 | .422 | .341 | .842 | 2.8 | 3.6 | .7  | .1  | 10.1 |
| 2015–16             | «Міннесота Тімбервулвз» | 82  | 33  | 28.0 | .452 | .389 | .793 | 2.8 | 3.1 | .8  | .2  | 14.0 |
| 2016–17             | «Міннесота Тімбервулвз» | 47  | 47  | 37.2 | .459 | .387 | .836 | 3.4 | 3.0 | .9  | .2  | 18.9 |
| 2017–18             | «Чикаго Буллз»          | 24  | 24  | 27.3 | .383 | .341 | .813 | 3.9 | 3.0 | 1.0 | .2  | 16.7 |
| 2018–19             | «Чикаго Буллз»          | 63  | 62  | 34.5 | .467 | .374 | .832 | 4.7 | 4.5 | 1.0 | .4  | 23.7 |
| 2019–20             | «Чикаго Буллз»          | 60  | 60  | 34.8 | .450 | .380 | .802 | 4.8 | 4.2 | 1.5 | .5  | 25.5 |
| 2020–21             | «Чикаго Буллз»          | 58  | 58  | 35.1 | .507 | .419 | .849 | 5.0 | 4.9 | .8  | .5  | 27.4 |
| 2021–22             | «Чикаго Буллз»          | 67  | 67  | 34.7 | .476 | .389 | .853 | 4.6 | 4.5 | .6  | .3  | 24.4 |
| Усього за кар'єру   | Усього за кар'єру       | 478 | 391 | 31.8 | .461 | .386 | .830 | 3.9 | 3.9 | .9  | .3  | 19.8 |
| У матчах всіх зірок | У матчах всіх зірок     | 2   | 0   | 19.5 | .588 | .400 | .500 | 3.5 | 3.0 | 1.5 | .0  | 12.5 |

### Плей-оф
| Сезон             | Команда           | GP | GS | MPG  | FG%  | 3P%  | FT%  | RPG | APG | SPG | BPG | PPG  |
| ----------------- | ----------------- | -- | -- | ---- | ---- | ---- | ---- | --- | --- | --- | --- | ---- |
| 2021–22           | «Чикаго Буллз»    | 4  | 4  | 38.3 | .429 | .375 | .933 | 5.3 | 6.0 | .8  | .3  | 19.3 |
| Усього за кар'єру | Усього за кар'єру | 4  | 4  | 38.3 | .429 | .375 | .933 | 5.3 | 6.0 | .8  | .3  | 19.3 |